# Zinat (Tánger)
Zinat (en árabe: الزينات‎, en lenguas bereberes: ⵣⵉⵏⴰⵜ, en francés: Azzinate) es un municipio marroquí en la región de Tánger-Tetuán-Alhucemas. Desde 1912 hasta 1956 perteneció a la zona norte del Protectorado español de Marruecos.